# Museo Agustín Araújo
El Museo Departamental Agustín Araújo es un museo de Bellas Artes público que se encuentra en la ciudad de Treinta y Tres, Uruguay. Desde su creación, funciona en la Casa de la Cultura. Conserva más de 1200 obras de arte de autores nacionales e internacionales.

## Historia
Inaugurado el 19 de abril de 1961, la organización y apertura del museo estuvo a cargo del profesor Aramís Mancebo Rojas, nombrado por decreto del 12 de mayo de 1944 por el Intendente Dr. Mario Lucas Goyenola. Desde 1944 hasta la fecha de su inauguración, Mancebo Rojas desarrolló una intensa labor para conseguir fondos y obras plásticas que le permitiera conformar un acervo para el museo.
El nombre del museo es en homenaje al padre de un gran coleccionista de obras de arte, Eduardo Araújo, que realizó importantes donaciones a la Intendencia de Treinta y Tres. La primera fue en mayo de 1944, entregando 156 obras plásticas.
Actualmente su director es José María Mujica.

## Arte nacional y extranjero
El museo conserva variedad de obras de artistas nacionales y extranjeros. A nivel departamental, la mayor parte de obras está relacionada al trabajo realizado en los Talleres de Treinta y Tres y por artistas que estudiaron con Mancebo Rojas. 
Existen 52 obras del autor nacional Diógenes Hequet. También se pueden observar obras de Joaquín Torres García, José Cúneo Perinetti, Santágata, Fernando Cabezudo, Juan Antonio De Andrés y Manuel Oribe Sosa, entre otros. Así también, se conservan 82 obras del autor Italiano Gofredo Herneni Somavilla y 700 obras pictóricas y 8 esculturas de la pintora y escultora alemana Carla Witte.
El Museo consta además de una exposición permanente de objetos de gran valor para la ciudad y el Departamento, como pertenencias de la familia de Dionisio Díaz, instrumentos musicales y gran variedad de objetos indígenas.